# Shingle Cove
Die Shingle Cove (englisch für Kiesbucht) ist eine kleine und geschützte Bucht an der Südküste von Coronation Island im Archipel der Südlichen Orkneyinseln. Sie liegt im Nordwesten der Iceberg Bay. 
Wissenschaftler der britischen Discovery Investigations kartierten sie erstmals 1933. Der Falkland Islands Dependencies Survey nahm zwischen 1948 und 1949 Vermessungen und die Benennung vor. Namensgebend ist der feine Kies an einem Strand am Südufer der Bucht.